# ロベルト・カルロス・フェルナンデス・トロ
ロベルト・カルロス・フェルナンデス・トロ（Roberto Carlos Fernández Toro  ,  1999年7月12日 - ）は、ボリビア・サンタクルス県サンタ・クルス・デ・ラ・シエラ出身のプロサッカー選手。リーガ・デ・フットボル・プロフェシオナル・ボリビアーノのクラブ・ボリバルに所属している。ポジションはDF。

## 来歴
2012年にクルブ・ブルーミングのユースアカデミーに入団し、2018年シーズンにトップチームに昇格。同年1月24日のロイヤル・パリFC戦でプロデビュー。同年シーズンは国内リーグ戦25試合に出場。2019年3月11日のザ・ストロンゲスト戦で、プロ初ゴールを決めた。
2019年9月2日、クルトゥラル・レオネサと契約した。

## ボリビア代表
2019年に南米ユース選手権で、U-20のボリビア代表として出場。3月の東アジア遠征にも招集され、26日の日本戦でフル代表初出場。コパ・アメリカ2019のメンバーにも招集され、グループリーグ戦2試合に出場した。

## 人物
- ロベルト・カルロスの名は、フェルナンデスの両親が元ブラジル代表のロベルト・カルロス (本名 : ロベルト・カルロス・ダ・シウヴァ・ローシャ) に敬意を表して名付けられたという。コパ・アメリカ2019の開幕戦がブラジル対ボリビア戦だったことから、現地のテレビ局が「ロベルト・カルロスからロベルト・カルロスへ」と銘打って、ロベルト・カルロスがロベルト・フェルナンデスに激励のメッセージを送るという企画が催された[4]。